# Nemeritis divida
Nemeritis divida là một loài tò vò trong họ Ichneumonidae.